# Wohn- und Wirtschaftsgebäude Magelsen 41

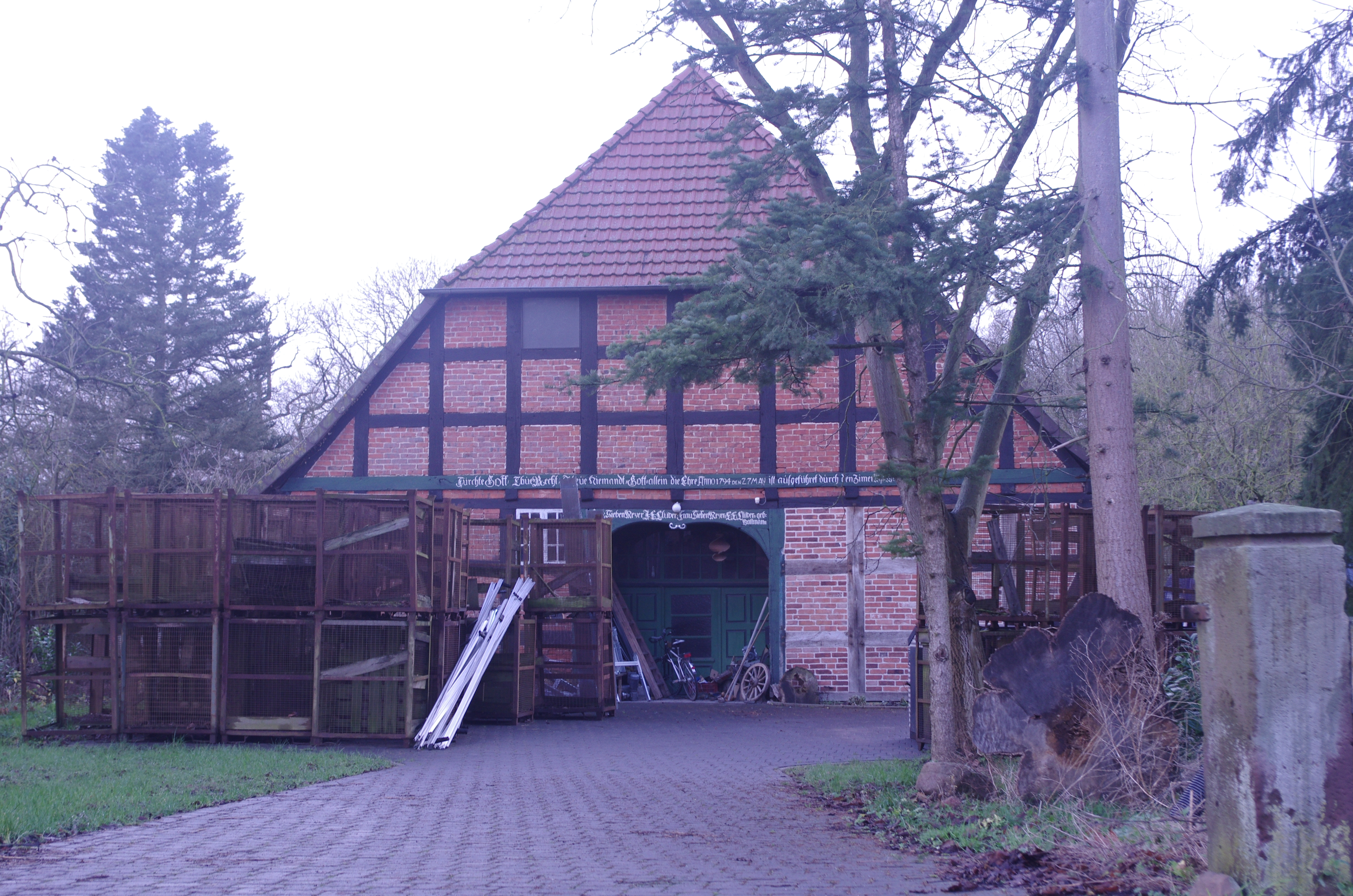

Das Wohn- und Wirtschaftsgebäude Magelsen 41 in Hilgermissen-Magelsen in der niedersächsischen Samtgemeinde Grafschaft Hoya stammt vom 18. Jahrhundert.
Aktuell (2023) wird es als Wohnhaus genutzt.
Das Gebäude steht unter Denkmalschutz (siehe auch Liste der Baudenkmale in Hilgermissen).

## Beschreibung und Geschichte
Das eingeschossige giebelständige Vierständer-Hallenhaus in Fachwerk (Rasterfachwerk) mit Steinausfachungen sowie mit Krüppelwalmdach wurde 1794 für die damalige „Herr.“(schaft) „Sieben Meyer“ (Balkeninschrift und über der Grooten Door) gebaut. Die Außenwände sind überwiegend ungestört erhalten. Das Gebäude erhielt ein seitliches Dachhaus und wurde zu einem Wohnhaus umgebaut.
Das Landesdenkmalamt befand: „… geschichtliche Bedeutung … durch beispielhafte Ausprägung eines niederdeutschen Hallenhauses in Vierständerkonstruktion …“
Hinweis: Die Siebenmeierhöfe der sieben Stiftsherren in Bücken, Essen, Stendern, Mehringen, Mahlen, Wührden und Magelsen dienten der Bewirtschaftung und Versorgung des Materni-Stifts (882 bis 1648) in Bücken. Sie hatten ursprünglich um 20 Hufen (sechs bis acht Hektar). Im Hochmittelalter wandelte sich die Bedeutung des Meiers vom Verwalter zum Pächter. Zusammengelegte Höfe entstanden als Vollmeierhof mit vier, als Dreiviertelmeierhof mit drei und als Halbmeierhof mit zwei Hufen. Siebenmeierhöfe als Vollmeierhöfe gab es im 19. Jh. noch in Magelsen, Wührden und Mehringen.